# Суккуловська сільська рада (Дюртюлинський район)
Сукку́ловська сільська рада (рос. Суккуловский сельский совет) — муніципальне утворення у складі Дюртюлинського району Башкортостану, Росія. Адміністративний центр — село Суккулово.

## Населення
Населення — 1452 особи (2019, 1633 у 2010, 1604 у 2002).

## Склад
До складу поселення входять такі населені пункти:
| Населений пункт      | Населення, осіб (2002) | Населення, осіб (2010) |
| -------------------- | ---------------------- | ---------------------- |
| Атсуярово, присілок  | 128                    | 118                    |
| Мамадалево, присілок | 156                    | 183                    |
| Суккулово, село      | 794                    | 825                    |
| Уткінеєво, присілок  | 131                    | 143                    |
| Юкалікулево, село    | 395                    | 364                    |